# Culinária do Mali

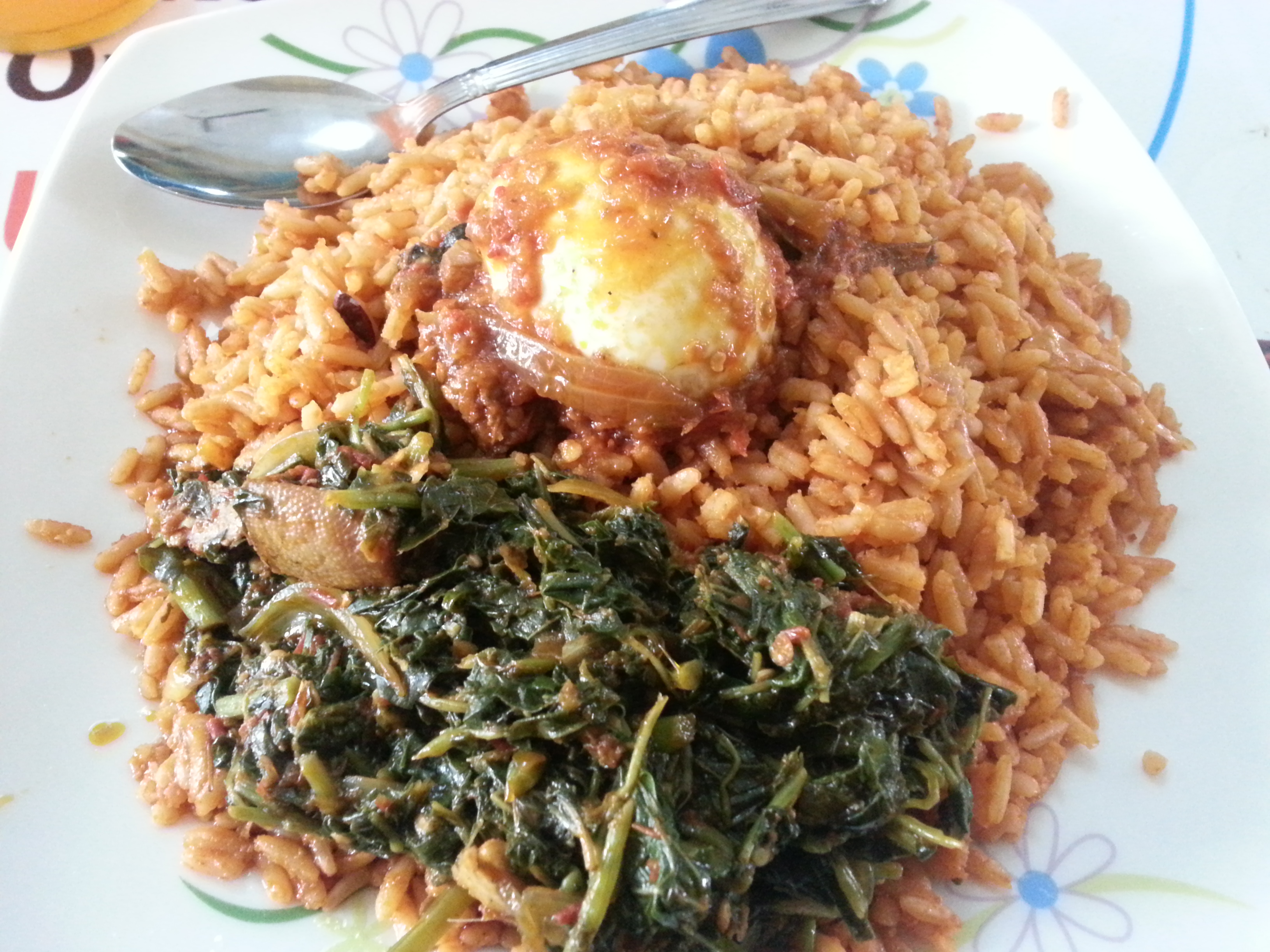
Arroz Jollof com legumes e um ovo cozido

A culinária do Mali inclui arroz e painço como alimentos básicos do Mali, uma cultura alimentar fortemente baseada em grãos de cereais. Os grãos são geralmente preparados com molhos feitos de folhas comestíveis, como batata-doce ou baobá, com molho de tomate e amendoim. Os pratos podem ser acompanhados por pedaços de carne grelhada (tipicamente frango, carneiro, boi ou cabra).

A culinária do Mali varia regionalmente. Parte da culinária da África Ocidental, outros alimentos em Mali incluem Fufu, arroz Jollof e Molho de Manteiga de Amendoim.

Localização do Mali
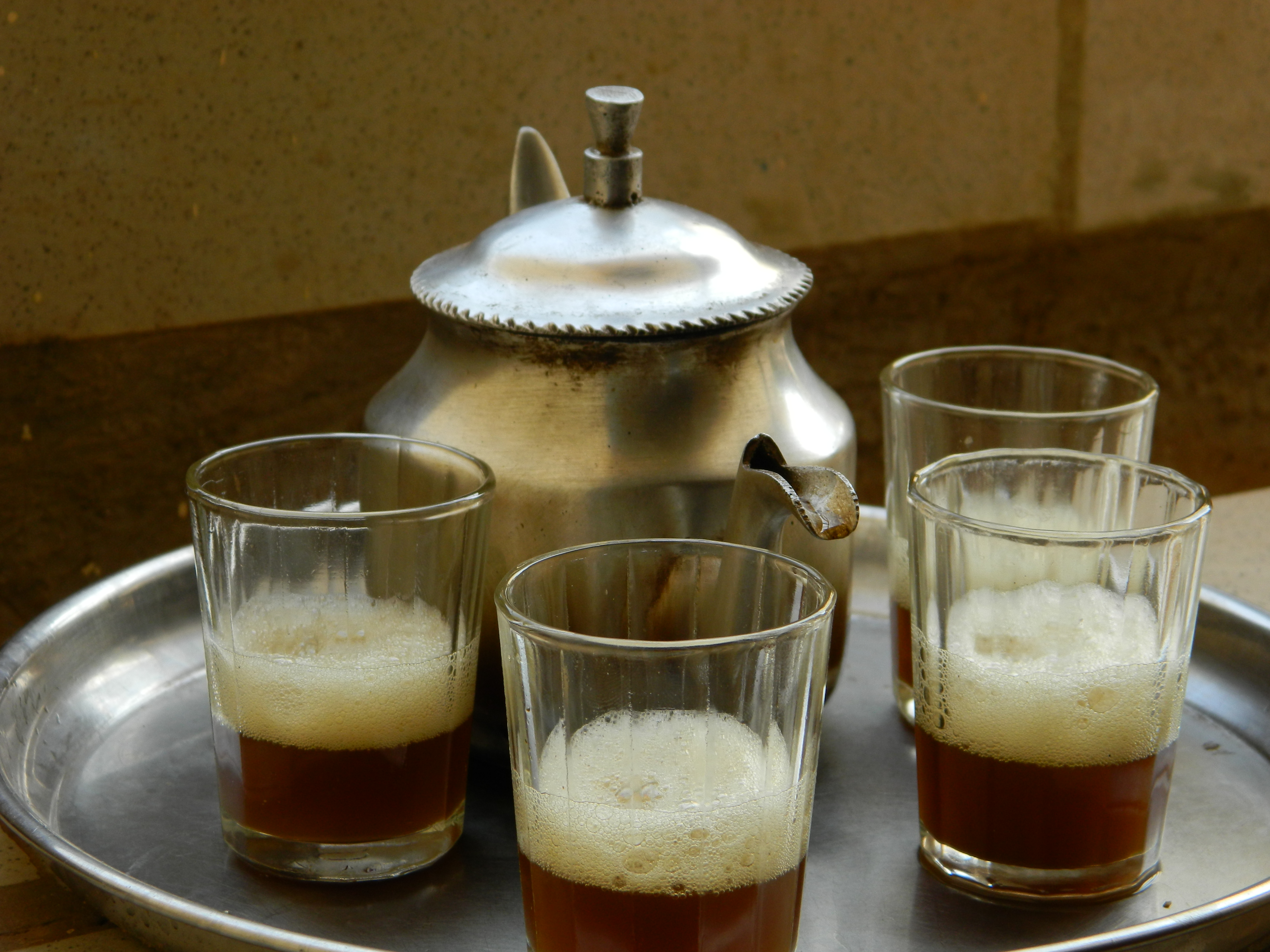
Chá do Mali
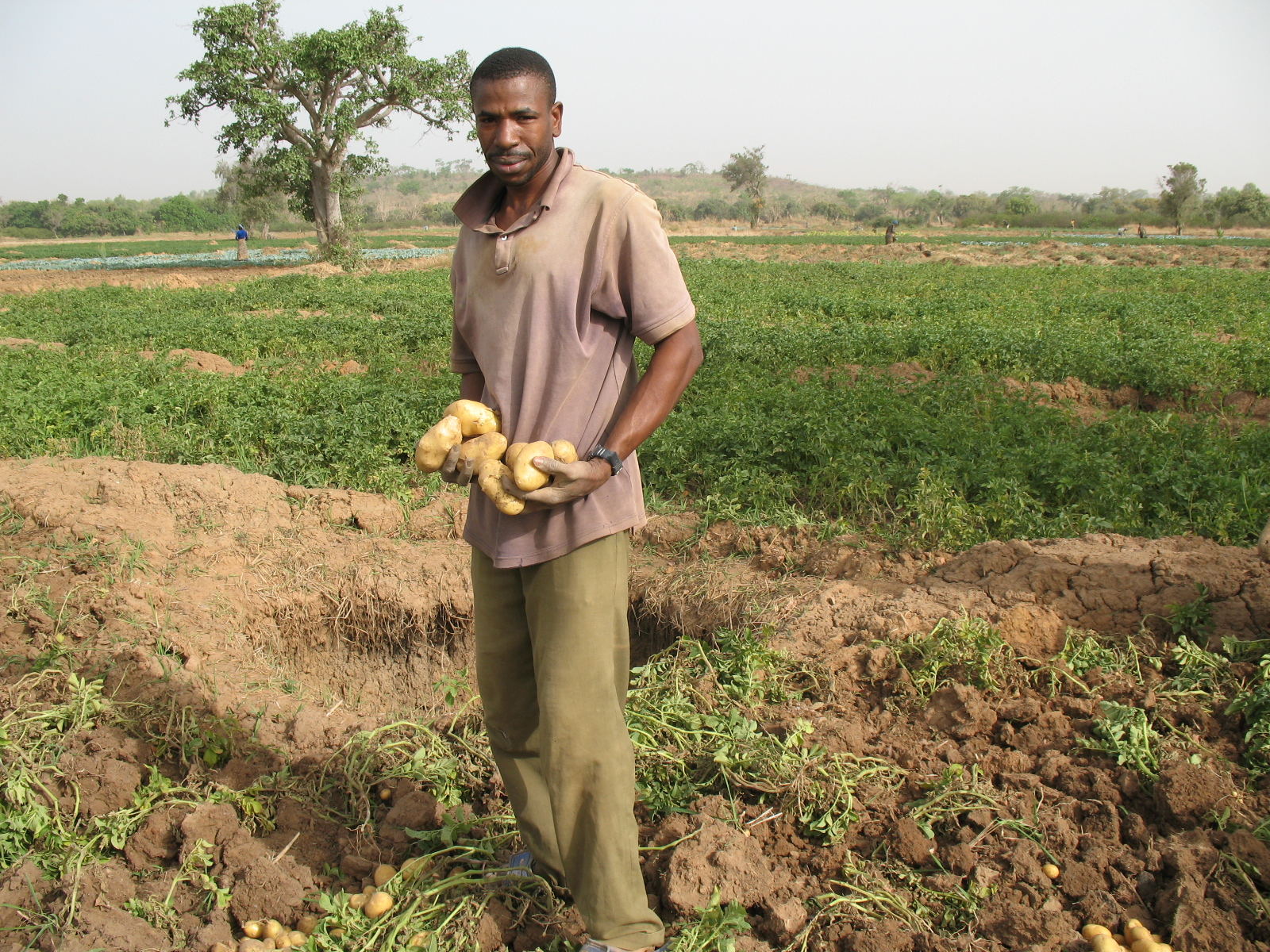
Um fazendeiro com batatas
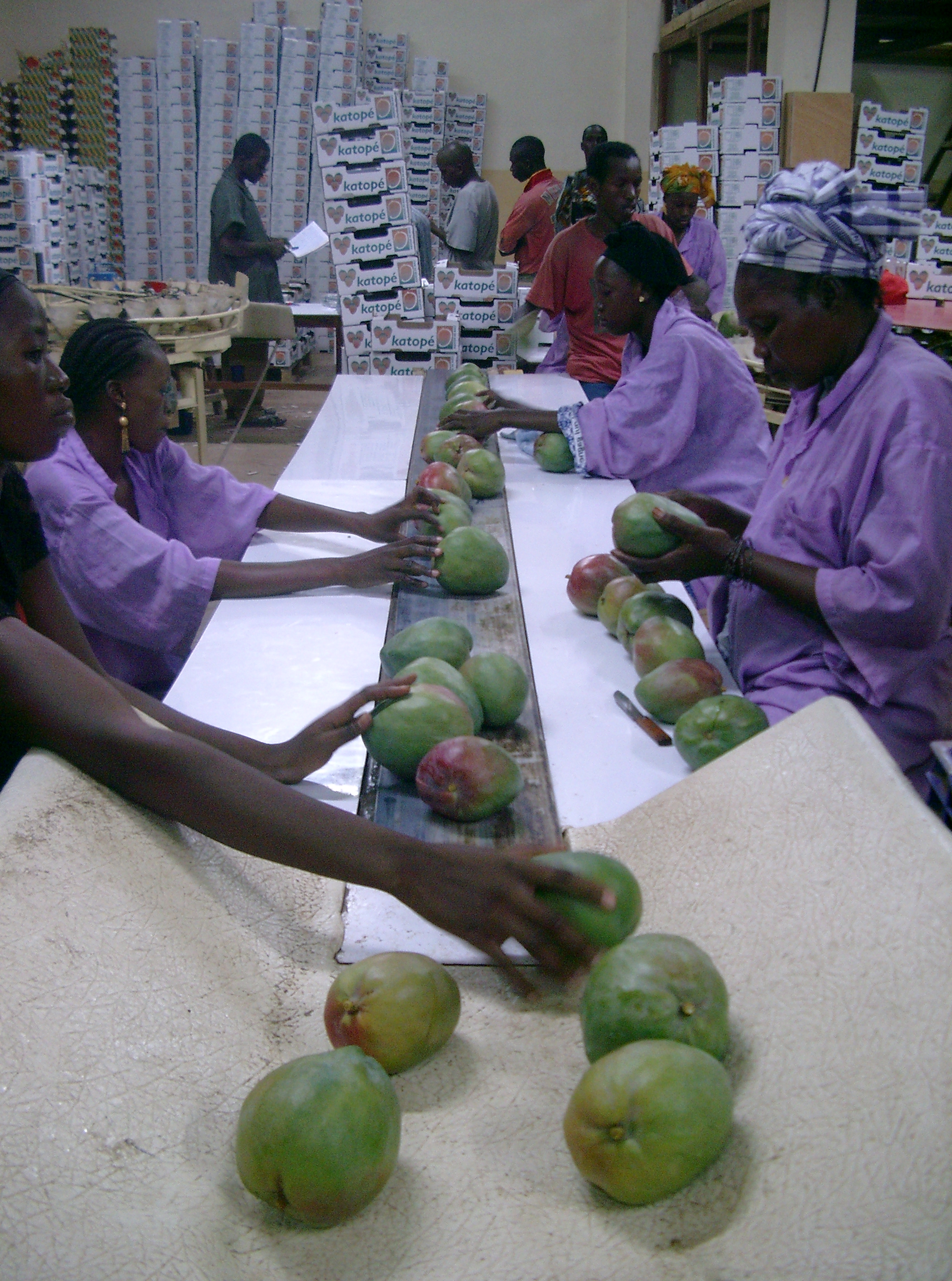
Processo de embalagem de manga